# 西郷吉太郎
西郷 吉太郎（さいごう きちたろう、1947年〈昭和22年〉9月14日 - ）は、東京都出身の日本の実業家。
幕末、明治の薩摩藩藩士、政治家の西郷隆盛の曾孫に当たる。西郷隆盛本家直系第4代目（曾孫）。

## 経歴
1947年に西郷吉之助の長男として、東京都で生まれる。
1970年3月に学習院大学経済学部を卒業し、4月に新日本製鐵に入社。その後、1999年4月にネットワンシステムズに入社。2001年3月にイージャパン代表取締役社長、ネットワンシステムズ顧問に就任。2014年9月にセイビ顧問、医療法人メディカルスクエア赤坂顧問に就任。

## 著書
- 『薩摩のキセキ』（法令出版、島津修久、大久保利泰との共著）[2]

## 系譜
- 父：西郷吉之助
- 息子：西郷隆太郎